# European Film Awards 1991
La 4ª edizione della cerimonia di premiazione dei European Film Awards si è tenuta il 1º dicembre 1991 a Potsdam, Germania.

## Vincitori e candidati
Vengono di seguito indicati in grassetto i vincitori.
Ove ricorrente e disponibile, viene indicato il titolo in lingua italiana e quello in lingua originale tra parentesi.
 Miglior film 
- Riff Raff – Meglio perderli che trovarli (Riff-Raff), regia di Ken Loach ( Regno Unito)
- Passioni violente (Homo Faber), regia di Volker Schlöndorff ( Germania)
- Le Petit Criminel, regia di Jacques Doillon ( Francia)

 Miglior film giovane 
- Toto le Héros, regia di Jaco van Dormael ( Belgio)
- Delicatessen, regia di Marc Caro e Jean-Pierre Jeunet ( Francia)
- Ultrà, regia di Ricky Tognazzi ( Italia)

 Miglior attore 
- Michel Bouquet - Toto le Héros
- Richard Anconina - Le Petit Criminel
- Claudio Amendola - Ultrà

 Miglior attrice 
- Clotilde Courau - Le Petit Criminel
- Sigríður Hagalín - Figli della natura (Börn náttúrunnar)
- Julie Delpy - Passioni violente (Homo Faber)

 Miglior attore non protagonista 
- Ricky Memphis - Ultrà
- Ricky Tomlinson - Riff Raff – Meglio perderli che trovarli (Riff-Raff)
- Zbigniew Zamachowski - Ucieczka z kina "Wolnosc"

 Miglior attrice non protagonista 
- Marta Keler - Virdzina
- Barbara Sukowa - Passioni violente (Homo Faber)
- Sandrine Blancke - Toto le Héros

 Miglior sceneggiatura 
- Jaco van Dormael - Toto le Héros

 Miglior fotografia 
- Walther van den Ende - Toto le Héros

 Miglior scenografia e costumi 
- Miljen Kreka Kljakovic e Valérie Pozzo di Borgo - Delicatessen

 Miglior montaggio 
- Carla Simoncelli - Ultrà

 Miglior colonna sonora 
- Hilmar Örn Hilmarsson - Figli della natura (Börn náttúrunnar)

 Miglior documentario 
- Uslyszcie mój krzyk, regia di Maciej J. Drygas ( Polonia)

 Menzione speciale 
- Crimes et passions - la cicatrice, regia di Mireille Dumas ( Francia) (miglior documentario)
- Der Mauer, regia di Jürgen Böttcher ( Germania) (miglior documentario)

 Premio al merito 
- Festival di Cannes,  Francia, per la selezione alternativa della Quinzaine des Réalisateurs

 Premio alla carriera 
- Alexandre Trauner /